# مایکل شاپیرو (هنرمند)
مایکل شاپیرو (انگلیسی: Michael Shapiro (actor)؛ زادهٔ ۱۹۶۶ (۵۸–۵۹ سال)) یک هنرپیشه اهل ایالات متحده آمریکا است.